# 菲尔德地区诺伊豪森
菲尔德地区诺伊豪森是德国巴登-符腾堡州的一个市镇。总面积12.47平方公里，总人口11393人，其中男性5551人，女性5842人（2011年12月31日），人口密度914人/平方公里。